# TERA (Computerspiel)
TERA, ausgeschrieben The Exiled Realm of Arborea, auch TERA Online, war ein Massen-Mehrspieler-Online-Rollenspiel (Massively Multiplayer Online Role-Playing Game – MMORPG) von Bluehole Studio. Es erschien am 25. Januar 2011 in Südkorea und am 29. Juli 2011 in Japan. Es wurde in Nordamerika am 1. Mai 2012, in Europa am 3. Mai 2012 veröffentlicht. Am 30. Juni 2022 wurden die Server abgeschaltet.

## Gameplay
TERA Online bietet einige typische MMORPG-Inhalte wie Quests, Handwerke, Dungeons und PVP. In Kämpfen muss der Spieler selbst aktiv mit dem Fadenkreuz auf die Gegner zielen, anstatt dass nach dem Auswählen des Feindes dieser automatisch angegriffen wird.

## Völker und Klassen
Es existiert nur eine spielbare Fraktion, bei welcher sich der Spieler für eine der folgenden Rassen entscheiden kann. Dies wären die Menschen, Castanics, Baraka, Hochelfen, Aman, Elin und die tierähnlichen Popori. Von jeder Rasse existieren beide Geschlechter, mit der Ausnahme der Baraka, Elin und Popori, jedoch stellen die Elin in gewissem Maße das weibliche Gegenstück zu den Popori dar.
Die schadenverursachenden Klassen (Damage Dealer – DD) sind der Magier, der Zerstörer, der Krieger, der Bogenschütze, der Berserker, die Klingentänzerin (nur Elin), der Ninja (nur Elin) und die Arkaningenieurin (nur weibliche Castanic und Hochelfen). Die Beschützerklassen (Tanks) sind der Lanzer und der Krieger. Zudem existieren noch zwei unterstützende Klassen (Heiler), der Priester und der Mystiker. Die neueste Klasse, die Sturmfurie bzw. Sturmfaust (weiblich/männlich, nur Menschen), dient als Tank, der gleichzeitig viel Schaden verursacht.

## Produktion
Die Entwicklungskosten von rund 32 Millionen Euro bis zum Winter 2010 machen es zum bis dato drittteuersten Online-Rollenspiel. Das teuerste Online-Rollenspiel ist Star Wars: The Old Republic mit rund 200 Millionen Euro, gefolgt von RIFT mit rund 50 Millionen Euro Produktionskosten. Die Entwicklungskosten von World of Warcraft betrugen 28 Millionen Euro und Aion kostete die Entwickler 16 Millionen Euro.
Inzwischen wurde TERA auch für weitere Sprachen lokalisiert. Aktuell ist die russische Spielversion innerhalb einer Beta Test-Phase und erhält bereits jetzt von russischen Spielemedien Lob für die Auswahl der Schriftart und die Qualität der Übersetzung in den Gebieten der ersten Spielstufen.

## Geschichte
TERA wurde am 3. Mai 2012 in Europa in den Sprachen Deutsch, Englisch und Französisch veröffentlicht, eine koreanische und japanische Version waren bereits 2011 veröffentlicht worden. Von Anfang an blieben die Spielerzahlen jedoch hinter den Erwartungen zurück.
Im Sommer 2011 wurde bekannt, dass die Einnahmen des Spiels in Korea hinter den Erwartungen des Herstellers lagen. Aufgrund der geringen Population wurde die Anzahl der Spielserver für Korea von 37 auf 15 reduziert. Zum Jahreswechsel von 2011 zu 2012 wurden die japanischen Server auf ein Drittel der ursprünglichen Zahl zusammengelegt. Auch in den übrigen Regionen wurden schrittweise Server zusammengelegt: In Nordamerika wurde das Spiel am 18. September 2012 von 11 auf 3 Server verringert, in Europa schließlich am 20. November 2012, wodurch nur mehr ein PvE-Server pro Sprache sowie ein internationaler PvP-Server besteht. Nachdem diese Maßnahmen nicht den gewünschten Erfolg brachten, wurde das Spiel zunächst Ende 2012 in Korea auf ein Free-to-play-Modell umgestellt, die entsprechende Umstellung ist in Europa am 4. Februar 2013 erfolgt. In Korea brachte die Umstellung innerhalb weniger Wochen eine dreifach höhere Spielerzahl wie zur Zeit des alten Pay-to-play-Modells. Die erste Monatsstatistik von Tera Europe zeigt, dass sich seit der Free2Play Umstellung über eine halbe Million neuer Spieler bei Tera Europe angemeldet haben.

## Flammentiegel
Mit dem free-to-play Modell wurde auch ein neuer Dungeon in das Spiel integriert, der Flammentiegel. Er soll eine komplett neuartige Instanzen-Erfahrung mit sich bringen. Eine Rangliste wird die besten Gruppen auszeichnen und Spieler, die in die obersten Ränge aufsteigen, können sich auf besondere Belohnungen freuen. Der Flammentiegel wird in verschiedenen Schwierigkeitsgraden zur Verfügung stehen.

## Fate of Arun
Am 12. Dezember 2014 erhielt Tera Rising mit Fate of Arun ein umfassendes Update, welches das bisherige Höchstlevel von 60 auf 65 erhöhte und unter anderem neuen Endgame-Content wie Instanzen und eine neue Arena enthielt. Mit dem Update wurde ein neuer, nördlicher Teil des Kontinents Arun für die Spieler zugänglich und die Story des bisherigen Spiels erhielt eine Fortsetzung. Darüber hinaus änderte sich der Name von TERA: Rising auf TERA: Fate of Arun.

## Auszeichnungen
- RPC-Award 2012, Kategorie: „Vielversprechendstes Spiel“[18]

## Rezeption
TERA erhielt international gute Bewertungen. Die Rezensionsdatenbank Metacritic aggregiert beispielsweise für die PC-Version 41 Rezensionen zu einem Gesamtwert von 77.

„Tera entpuppt sich als innovatives und zugleich altmodisches Online-Rollenspiel.“